# سیارک ۲۲۵۷۷
سیارک ۲۲۵۷۷ (به انگلیسی: 22577 Alfiuccio، نامگذاری:1998HT51) بیست و دو هزار و پانصد و هفتاد و هفتمین سیارک کشف شده‌است که در ۳۰ آوریل ۱۹۹۸ کشف شد.
قدر مطلق سیارک برابر ۱۲.۹ است.